# Lavoir de Vanvey
Le lavoir de Vanvey est un lavoir bâti sur les rives de l'Ource situé dans la commune française de Vanvey en Côte-d'Or en région Bourgogne-Franche-Comté.

## Architecture
L'un des plus beaux lavoirs du Châtillonnais du point de vue architectural, le bâtiment présente quinze arcatures de bois reposant sur des soubassements de pierre. 
Édifié en longueur au bord de l’Ource, il est totalement ouvert sur la rivière.

## Historique
Construit entre 1770 et 1773, le lavoir de Vanvey est inscrit aux monuments historiques depuis le 24 juin 1976.
Il a fait l'objet d'une rénovation récente dont l'animation artistique a été confiée à Annette Messager.